# Onthophagus fissicornis
Onthophagus fissicornis là một loài bọ cánh cứng trong họ Bọ hung (Scarabaeidae).